# Гайда (вестник, Смолян)
Гайда е български регионален седмичник. Вестникът в Смолян излиза от август 2011 г.